# Verónica Calabi
Verónica Gina Calabi Guzmán (Santiago, 22 de julio de 1975) es una presentadora de televisión, locutora de radio y realizadora audiovisual chilena. Llegó a ser conocida por animar los programas Extra jóvenes y Mekano y por sus múltiples intervenciones en radio en Chile.

## Inicios
Dio sus primeros pasos televisivos en su adolescencia, en publicidad.
En 1991 fue galardonada como Miss 17, un certamen de belleza organizado por Revista Miss 17 y Televisión Nacional de Chile. Recibió la corona de parte de Claudia Conserva, quien había sido elegida el año anterior.

## Carrera televisiva

### Extra jóvenes
En el año 1994 y con apenas 19 años, Verónica debutó como animadora de Extra jóvenes de Chilevisión, el programa de televisión que lideraba la sintonía juvenil en Chile.Lo hizo nuevamente sucediendo a reemplazando a Claudia Conserva tras su salida y tras haber tenido un espacio como panelista en el mismo programa. Se mantuvo frente a las pantallas de la emisión hasta 1997, donde compartió protagonismo con conductores como Daniel Fuenzalida, Julián Elfenbein y Sergio Lagos.

### Mekano
El 12 de junio de 1997 debutó en las pantallas de Megavisión en el recién estrenado programa Mekano junto a José Miguel Viñuela.Se mantuvo en ese rol hasta 1998, cuando salió del programa por los cambios en los contenidos del programa, el que pasó de tener una parrilla centrada en la cultura, la música y los videoclips, a una emisión centrada en bailes y la entretención. Junto a esto, el poco tiempo personal que Verónica tenía para compatibilizar con sus estudios, sumado al querer salir de la televisión, gatillaron su salida definitiva.

## Programas radiales
- Divertimento, Radio Zero[10]
- Hola concierto, Radio Concierto
- Concierto placer, Radio Concierto[11]
- Random, Radio Horizonte
- El lado bueno, Radio Oasis[12]
- Play power, Radio Play[13]
- Cancionero, 13C Radio
- Sonar 90's, Sonar FM

## Vida privada

### Familia
El 16 de diciembre de 2000, Verónica Calabi y Francisco González, ex baterista de la banda chilena Lucybell se unen en matrimonio en una relación que inició cuando la conductora aún era parte del programa Extra jóvenes.
Producto de dicha unión, nace su única hija Florencia González Calabi a inicios de 2014.

### Enfermedad
En 2011 se le diagnostica carcinoma papilar de tiroides tras asistir por una consulta médica gástrica y después de un chequeo general se le encuentra un nódulo en el cuello por lo que se realiza una biopsia y se llegó a la conclusión médica de extirpar la tiroides ya que el resultado fue cáncer.
La cirugía constó de exterminar la tiroide a través de una terapia de yodo y, de por vida Verónica tiene que someterse a tomar diariamente el medicamento levotiroxina.

## Discografía

### Vídeos musicales
| Nombre   | Artista            | Año              |
| -------- | ------------------ | ---------------- |
| Despegar | Grupo Rever        | Fines de los 90´ |
| Hoy soñé | Lucybell           | 2004             |
| Almas    | Francisco González | 2017             |